# Usami Sadayuki
Usami Sadayuki (宇佐美定行?; 1489 – 11 agosto 1564) conosciuto anche come Usami Sadamitsu (宇佐美定満?), fu un samurai del periodo Sengoku servitore del clan Uesugi di Echigo.
Figlio di Usami Takatada, fu uno dei più lunghi e noti servitori del clan Nagao di Echigo. Convinse il giovane Uesugi Kenshin (a quel tempo Nagao Kagetora) a ribellarsi contro il fratello più vecchio Nagao Harukage e guidò per lui le truppe durante la guerra civile che scoppiò a seguire. Nel 1564 si ritiene che abbia ucciso Nagao Masakage su ordine di Kenshin e pare che morì in quell'evento di annegamento. Secondo un racconto, il figlio di Masakage, Uesugi Kagekatsu, portò rancore contro la famiglia Usami, e quando Kagekatsu divenne signore degli Uesugi nel 1579 costrinse il figlio di Sadayuki, Katsuyuki, a fuggire da Echigo.